# گوستاو یانکه
گوستاو یانکه (انگلیسی: Gustav Jaenecke; ۲۲ مهٔ ۱۹۰۸ – ۳۰ مهٔ ۱۹۸۵) تنیس‌باز، و بازیکن هاکی روی یخ اهل آلمان بود.